# Dobrovolný svazek obcí - Mikroregion Protivanovsko
Dobrovolný svazek obcí – Mikroregion Protivanovsko je dobrovolný svazek obcí v okresu Prostějov, jeho sídlem je Protivanov a jeho cílem je zastupování obcí, zajišťování koncepčních a koordinačních funkcí, vytvoření fungujícího managementu, iniciace hosp. aktivit, poradenství, získávání financí. Sdružuje celkem 8 obcí a byl založen v roce 1998.

## Obce sdružené v mikroregionu
- Bousín
- Buková
- Drahany
- Malé Hradisko
- Niva
- Otinoves
- Protivanov
- Rozstání